# Femke Heemskerk
Pour les articles homonymes, voir Heemskerk.
Femke Heemskerk, née le 21 septembre 1987 à Roelofarendsveen, est une nageuse néerlandaise spécialiste de nage libre. Elle a remporté une médaille d'or aux Jeux olympiques de 2008 avec le relais du 4 × 100 m nage libre.

## Biographie

### Jeunesse
Femke Heemskerk naît le 21 septembre 1987 à Roelofarendsveen, aux Pays-Bas. En marge de la natation, elle fait des études de sport, gestion, et entrepreneuriat. Elle participe aux championnats d'Europe juniors en 2002 où elle obtient notamment une cinquième place sur 50 m nage libre. Elle y participe encore l'année suivante où elle atteint la huitième place du 100 m libre.

### Niveau international
Deux ans plus tard, Femke Heemskerk fait ses débuts en senior à l'occasion des championnats du monde de 2005, à Montréal. Elle n'y nage qu'en relais, en séries du 4 × 100 m nage libre et du 4 × 200 m nage libre ; aucun de ces relais n'atteint la finale. En 2006, elle participe aux championnats d'Europe grand bassin et petit bassin, mais, individuellement, ne passe pas les séries.
Lors des championnats du monde 2007, le relais néerlandais du 4 × 100 m libre remporte la médaille de bronze, relais composé de Femke Heemskerk, Inge Dekker, Ranomi Kromowidjojo et Marleen Veldhuis. Il s'agit de la première médaille internationale pour Heemkserk, alors âgée de vingt ans. Quelques mois plus tard, en fin d'année, la nageuse participe aux Europe petit bassin de Debrecen, où elle réussit à se hisser en finale du 100 m nage libre. Pour sa première finale internationale, elle termine à la sixième place (53 s 67). Sur 200 m libre, son parcours s'arrête en demi-finale. Quatrième nageuse du relais 4 × 50 m libre, elle et son équipe ne parviennent toutefois pas à passer les séries.
En 2008, Femke Heemskerk franchit un palier. D'abord, elle bat son premier record du monde grâce au relais néerlandais du 4 × 100 m libre : lors des championnats d'Europe d'Eindhoven, les nageuses locales établissent une nouvelle marque en 3 min 35 s 22, performance qui leur vaut l'or. Le relais, composé de Heemskerk, Dekker, Kromowidjojo, et Veldhuis, atteint aussi la quatrième place du 4 × 200 libre. En individuel, Heemskerk atteint deux fois les demi-finales, sur 200 m libre et 200 m papillon. Elle enchaîne le mois suivant avec les championnats du monde petit bassin, à Manchester. Elle obtient deux médailles d'or avec deux records du monde sur les relais 4 × 100 m et 4 × 200 m libre. L'équipe des relais est la même qu'à Eindhoven. À cela s'ajoutent une médaille d'argent sur 200 m libre - sa première médaille individuelle - et une cinquième place en finale du 100 m papillon. Heemskerk poursuit sur sa lancée lors des championnats des Pays-Bas où elle établit trois nouveaux records nationaux, sur 200 m libre (1 min 57 s 86), 200 m 4 nages (2 min 15 s 52) et 100 m dos (1 min 2 s 65).
La même année, lors des Jeux olympiques de Pékin, Femke Heemskerk remporte une médaille d'or olympique, avec Marleen Veldhuis, Inge Dekker, et Ranomi Kromowidjojo, sur le relais du 4 × 100 m nage libre. Heemskerk atteint aussi les demi-finales des relais 4 × 100 m 4 nages et 4 × 200 m libre. En individuel toutefois, elle ne peut faire mieux qu'une vingt-huitième place en séries du 200 m 4 nages. Après les Jeux, elle revient à la compétition à l'occasion de le Swim Cup d'Eindhoven, où elle obtient sa qualification sur 100 et 200 m libre pour les championnats du monde 2009. La semaine suivante, elle conclut l'année aux championnats d'Europe petit bassin de Rijeka avec une médaille d'argent sur 200 m libre, dans une course remportée par l'italienne Federica Pellegrini. Elle termine aussi cinquième du 100 m 4 nages.
Heemskerk s'entraîne au Cercle des Nageurs de Marseille en France entre 2010 et 2012,. Après trois ans sous la houlette de Marcel Wouda, elle décide en 2015, après les Championnats du monde 2015, de s'entraîner avec Philippe Lucas dans l'optique des Jeux olympiques d'été de 2016.

## Palmarès

### Jeux olympiques
- Jeux olympiques d'été de 2008 à Pékin (Chine) :
  -  Médaille d'or du relais 4 × 100 m nage libre
- Jeux olympiques d'été de 2012 à Londres (Royaume-Uni) :
  -  Médaille d'argent du relais 4 × 100 m nage libre

### Championnats du monde
Grand bassin
- Championnats du monde 2007 à Melbourne (Australie) :
  -  Médaille de bronze du relais 4 × 100 m nage libre
- Championnats du monde 2009 à Rome (Italie) :
  -  Médaille d'or du relais 4 × 100 m nage libre
- Championnats du monde 2011 à Shanghai (Chine) : 
  -  Médaille d'or du relais 4 × 100 m nage libre
- Championnats du monde 2013 à Barcelone (Espagne) : 
  -  Médaille de bronze du relais 4 × 100 m nage libre
- Championnats du monde 2015 à Kazan (Russie) :
  -  Médaille d'argent au titre du relais 4 × 100 m nage libre
  -  Médaille d'argent au titre du relais 4 × 100 m nage libre mixte
- Championnats du monde 2017 à Budapest (Hongrie) : 
  -  Médaille de bronze du relais 4 × 100 m nage libre
  -  Médaille d'argent au titre du relais 4 × 100 m nage libre mixte

Petit bassin
- Championnats du monde 2008 à Manchester (Angleterre) :
  -  Médaille d'or du relais 4 × 100 m nage libre
  -  Médaille d'or du relais 4 × 200 m nage libre
  -  Médaille d'argent du 200 m nage libre
- Championnats du monde 2010 à Dubaï (Émirats arabes unis) :
  -  Médaille d'or du relais 4 × 100 m nage libre
  -  Médaille d'argent du 100 m nage libre
- Championnats du monde 2014 à Doha (Qatar) :
  -  Médaille d'or du 100 m nage libre
  -  Médaille d'or du relais 4 × 50 m nage libre
  -  Médaille d'or du relais 4 × 100 m nage libre
  -  Médaille d'or du relais 4 × 200 m nage libre
  -  Médaille de bronze du 200 m nage libre

### Championnats d'Europe
Grand bassin
- Championnats d'Europe 2008 à Eindhoven (Pays-Bas) :
  -  Médaille d'or du relais 4 × 100 m nage libre
- Championnats d'Europe 2010 à Budapest (Hongrie) :
  -  Médaille de bronze du 100 m nage libre
- Championnats d'Europe 2014 à Berlin (Allemagne) :
  -  Médaille d'argent du 100 m nage libre
  -  Médaille d'argent du relais 4 × 100 m nage libre
  -  Médaille d'argent du relais 4 × 100 m quatre nages mixte
  -  Médaille de bronze du 200 m nage libre
- Championnats d'Europe 2016 à Londres (Royaume-Uni) :
  -  Médaille d'or du relais 4 × 100 m nage libre
  -  Médaille d'argent du 200 m nage libre
  -  Médaille de bronze du 100 m nage libre
  -  Médaille de bronze du relais 4 × 200 m nage libre
- Championnats d'Europe 2018 à Glasgow (Écosse) :
  -  Médaille d'argent du relais 4 × 100 m nage libre
  -  Médaille d'argent du 200 m nage libre

- Championnats d'Europe 2020 à Budapest (Hongrie) :
  -  Médaille d'or du 100 m nage libre
  -  Médaille d'argent du relais 4 × 100 m nage libre
  -  Médaille d'argent du relais 4 × 100 m nage libre mixte
  -  Médaille d'argent du relais 4 × 100 m 4 nages mixte

Petit bassin
- Championnats d'Europe 2008 à Rijeka (Croatie) :
  -  Médaille d'argent du 200 m nage libre
- Championnats d'Europe 2009 à Istanbul (Turquie) :
  -  Médaille de bronze du 200 m nage libre
- Championnats d'Europe 2010 à Eindhoven (Pays-Bas) :
  -  Médaille d'or du relais 4 × 50 m nage libre
  -  Médaille d'or du 200 m nage libre
  -  Médaille d'argent du 100 m nage libre
- Championnats d'Europe 2015 à Netanya (Israël) :
  -  Médaille de bronze du 200 m nage libre
  -  Médaille d'argent du relais 4 × 50 m nage libre

## Records

### Petit bassin
| Distance         | Temps         | Date              | Compétition                              | Lieu            |
| ---------------- | ------------- | ----------------- | ---------------------------------------- | --------------- |
| 50 m nage libre  | 23 s 79       | 20 novembre 2014  | Championnats du Danemark en petit bassin | Copenhague      |
| 100 m nage libre | 51 s 37       | 5 décembre 2014   | Championnats du monde en petit bassin    | Doha            |
| 200 m nage libre | 1 min 51 s 69 | 7 décembre 2014   | Championnats du monde en petit bassin    | Doha            |
| 400 m nage libre | 4 min 0 s 62  | 21 novembre 2015  | Championnats de France en petit bassin   | Angers          |
| 50 m dos         | 27 s 13       | 5 décembre 2010   | Championnats de France en petit bassin   | Chartres        |
| 100 m dos        | 57 s 72       | 31 octobre 2010   | Coupe du monde                           | Berlin          |
| 200 m dos        | 2 min 3 s 51  | 9 novembre 2014   | Open des Pays-Bas                        | Tilbourg        |
| 100 m brasse     | 1 min 9 s 12  | 5 avril 2008      | Meeting national                         | Amsterdam       |
| 50 m papillon    | 26 s 93       | 20 novembre 2015  | Championnats de France en petit bassin   | Angers          |
| 100 m papillon   | 59 s 23       | 29 septembre 2013 | Meeting national                         | Eindhoven       |
| 100 m 4 nages    | 58 s 96       | 18 octobre 2014   | 45e Festival de natation                 | Aix-la-Chapelle |
| 200 m 4 nages    | 2 min 6 s 69  | 21 novembre 2014  | Championnats du Danemark en petit bassin | Copenhague      |
| 400 m 4 nages    | 4 min 33 s 88 | 17 octobre 2014   | 45e Festival de natation                 | Aix-la-Chapelle |

### Grand bassin
| Distance         | Temps         | Date            | Compétition             | Lieu        |
| ---------------- | ------------- | --------------- | ----------------------- | ----------- |
| 50 m nage libre  | 24 s 57       | 2 avril 2015    | Coupe du monde          | Eindhoven   |
| 100 m nage libre | 52 s 69       | 5 avril 2015    | Coupe du monde          | Eindhoven   |
| 200 m nage libre | 1 min 54 s 68 | 3 avril 2015    | Coupe du monde          | Eindhoven   |
| 400 m nage libre | 4 min 9 s 13  | 2 décembre 2011 | Open Dutch Championship | Eindhoven   |
| 800 m nage libre | 8 min 56 s 45 | 5 février 2016  | Meeting régional        | Montpellier |
| 50 m dos         | 28 s 26       | 27 mars 2011    | Championnats de France  | Strasbourg  |
| 100 m dos        | 1 min 0 s 03  | 11 mars 2011    | Swim Cup                | Amsterdam   |
| 200 m dos        | 2 min 9 s 14  | 23 mars 2011    | Championnats de France  | Strasbourg  |
| 50 m brasse      | 33 s 34       | 12 mai 2018     | KNZB Challenger         | Dordrecht   |
| 100 m brasse     | 1 min 11 s 70 | 7 juin 2014     | Championnats des Clubs  | Eindhoven   |
| 50 m papillon    | 27 s 15       | 20 février 2015 | Grand Prix de La Haye   | La Haye     |
| 100 m papillon   | 58 s 99       | 11 juillet 2014 | KNZB Challenger         | Dordrecht   |
| 200 m 4 nages    | 2 min 10 s 21 | 10 avril 2014   | Swim Cup                | Amsterdam   |